# Беот
Беот (др.-греч. Βοιωτός) — персонаж древнегреческой мифологии, эпоним. Сын Посейдона и Арны (либо сын Итона и Меланиппы; либо Посейдона и Антиопы; или Посейдона и Меланиппы). Усыновлён своим дедом Эолом. Стал царём Эолиды, назвав страну Арной, а народ беотийцами. Согласно Диодору, отец Итона. Либо усыновлён Метапонтом. По версии, вскормлен коровой (вместе со своим братом-близнецом Эолом), когда отец их матери Меланиппы Десмонт приказал выбросить их диким зверям.
По одной из версий, у Беота был сын Огиг.